# Anual Tucumano 1944
El Anual Tucumano 1944 fue la primera edición de la competición anual de rugby de la Unión de Rugby del Norte.
Tucumán Rugby se consagró campeón de la primera edición del Anual Tucumano.

## Historia
En 1944 se fundó la Unión de Rugby del Norte (actualmente denominada Unión de Rugby de Tucumán), por Universitario, Tucumán Rugby, Natación y Gimnasia y Cardenales. En este contexto, nace la idea de formar un campeonato de rugby entre los equipos, es así que ese mismo año, se crea el Campeonato Anual Tucumano.

## Forma de disputa
Contó con la participación de 6 equipos, que jugaron con el formato de todos contra todos a dos rondas. 

## Equipos
| Equipo              |
| ------------------- |
| Cardenales          |
| Universitario       |
| Natación y Gimnasia |
| Tucumán Rugby       |
| Atlético Tucumán    |
| Tucumán de Gimnasia |

## Tabla de posiciones
| Pos. | Equipo              | Encuentros | Encuentros | Encuentros | Encuentros | Puntos |
| Pos. | Equipo              | PJ         | PG         | PE         | PP         | Puntos |
| ---- | ------------------- | ---------- | ---------- | ---------- | ---------- | ------ |
| 1.º  | Tucuman Rugby       | 10         | 7          | 1          | 2          | 15     |
| 2.º  | Universitario       | 10         | 7          | 0          | 3          | 14     |
| 3.º  | Cardenales          | 10         | 6          | 1          | 3          | 13     |
| 4.º  | Natación y Gimnasia | 10         | 3          | 1          | 6          | 7      |
| 5.º  | Tucumán de Gimnasia | 10         | 3          | 1          | 6          | 7      |
| 6.º  | Atlético Tucumán    | 10         | 2          | 0          | 8          | 4      |

| Campeón       |
| Tucumán Rugby |